# Isla Ushi
La isla Ushi (del ruso: Уши) es una pequeña isla rocosa deshabitada en la bahía de Amur. Forma parte del archipiélago de la Emperatriz Eugenia, y se encuentra bajo la administración de Vladivostok.
La superficie de la isla es de 0,1 hectáreas (45 m por 22 m). Su punto más alto alcanza los 6 m. La isla está situada a 160 m al noroeste de la isla Russki.
Ushi está casi desprovista de vida vegetal. Se compone de dos rocas que se conectan por un istmo estrecho y bajo. Hay bancos de arena (4,8-5,2 m) cerca de la isla.